# Wolfgang Nowak (Umweltaktivist)

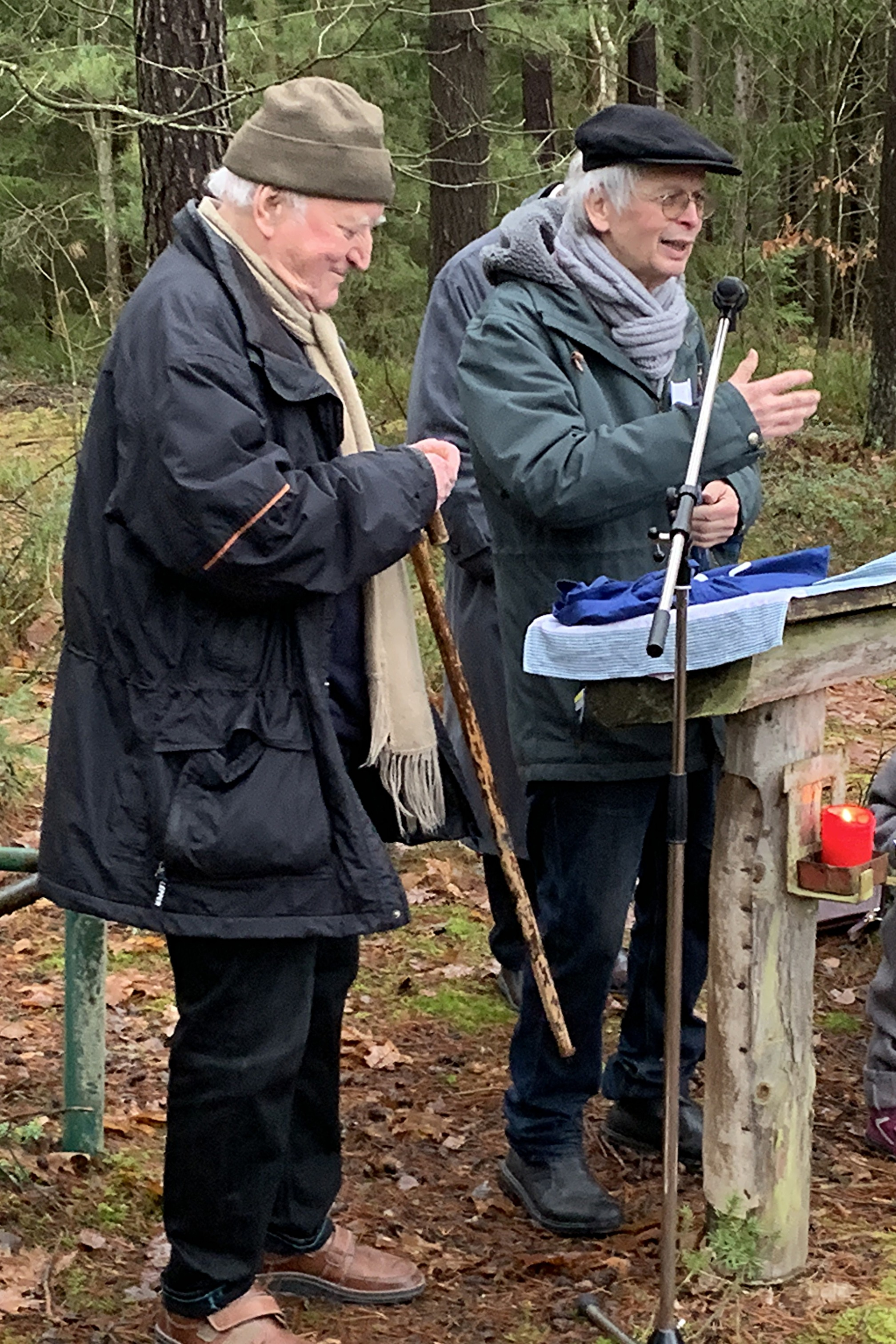
Pfarrer Leo Feichtmeier (li.) und Wolfgang Nowak am Franziskus-Marterl 2023

Wolfgang Nowak (* 1950 in Schwandorf) ist ein ehemaliger Aktivist gegen die Wiederaufarbeitungsanlage Wackersdorf (WAA) in Bayern.

## Leben und Wirken
Nowak absolvierte eine Ausbildung als Industriekaufmann, war acht Jahre beim Bundesgrenzschutz tätig, studierte danach BWL und wechselte als Buchhalter in den Öffentlichen Dienst.

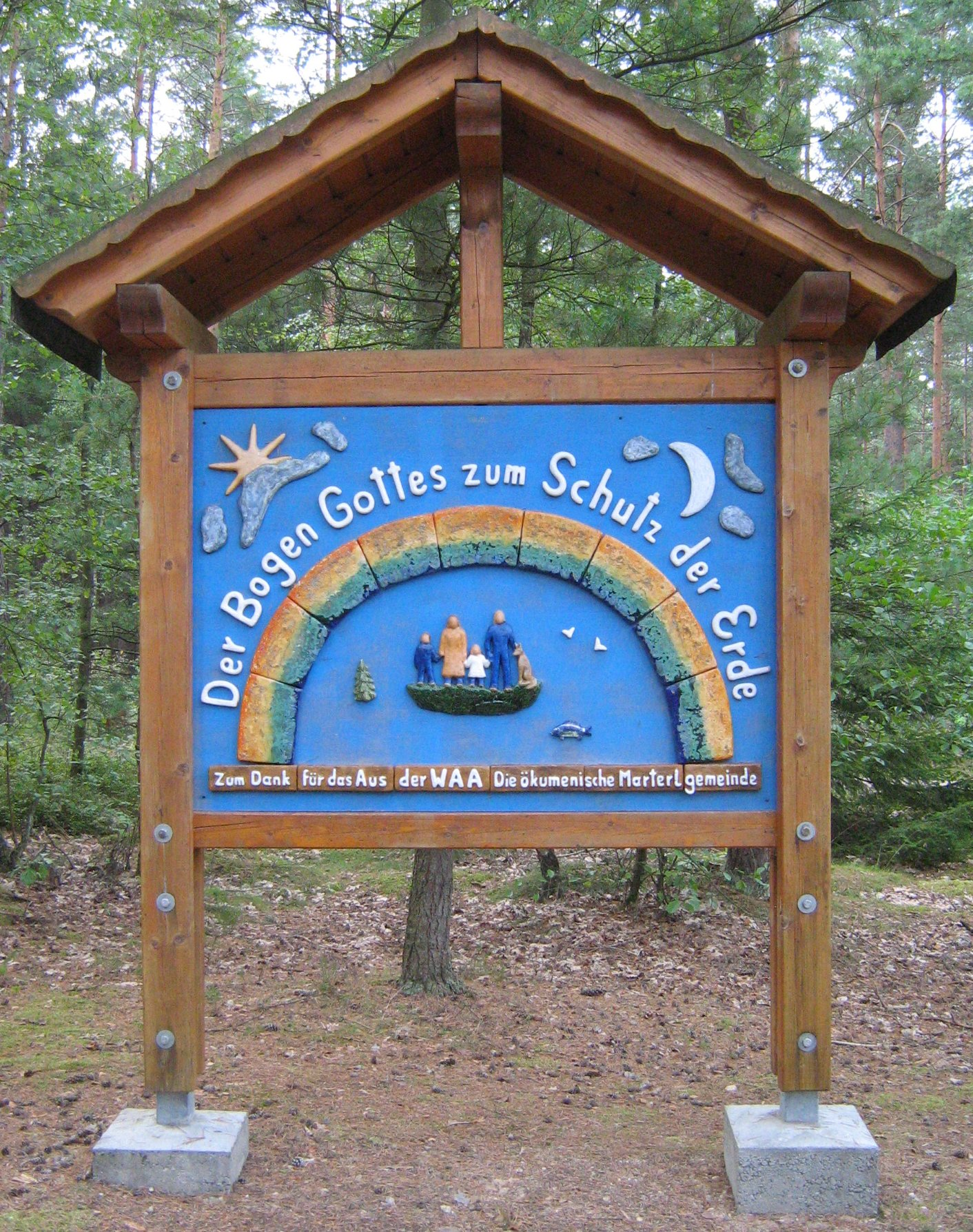
Dank-Denkmal beim Franziskus-Marterl – errichtet u. a. von Wolfgang Nowak

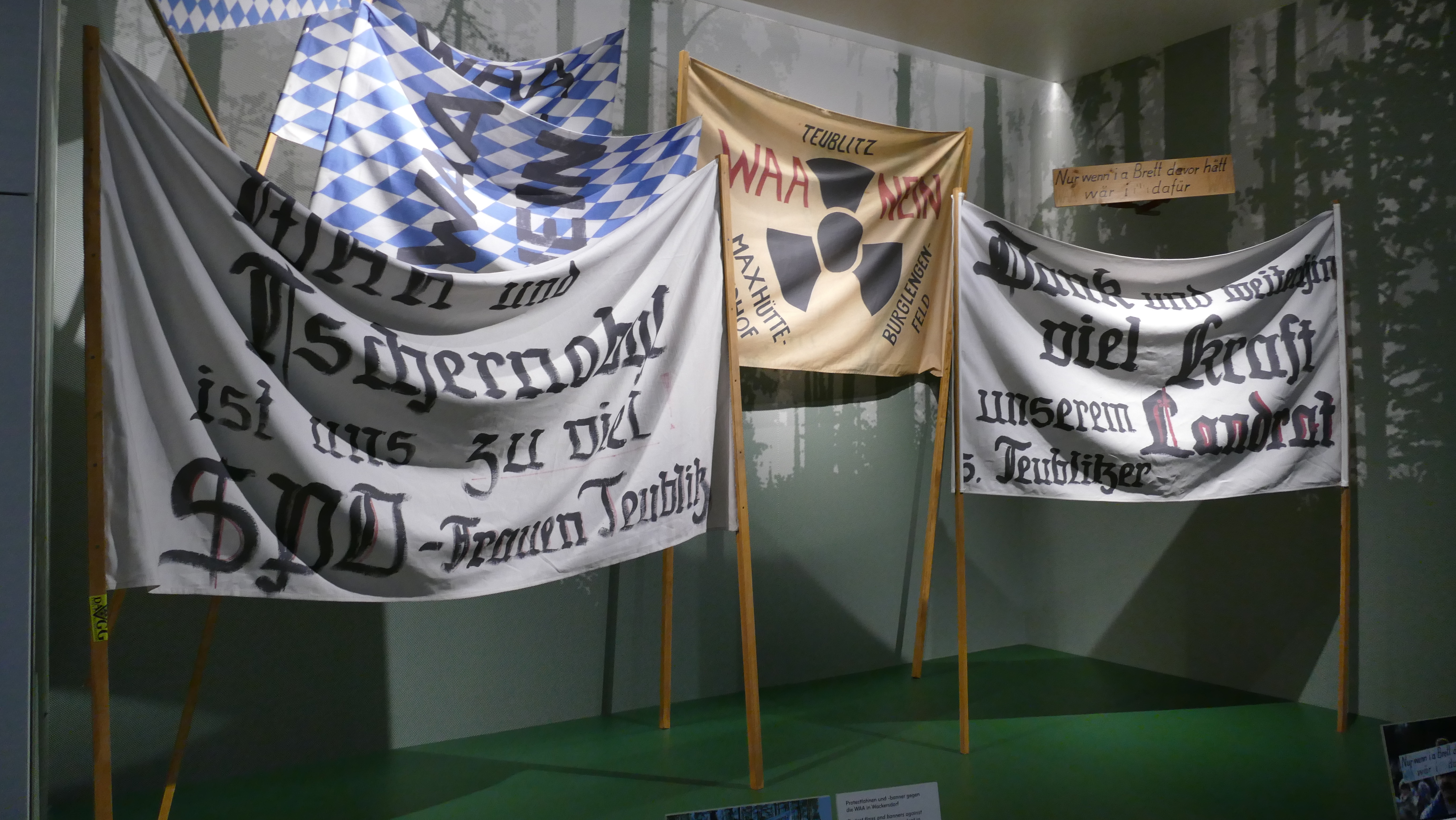
Aus dem Fundus von Wolfgang Nowak – WAA-Museumsbühne im HdBG Regensburg

Seit Ende der 1970er-Jahre engagierte sich Nowak gegen Kernkraftwerke. 1981 war er Mitgründer der Bürgerinitiative Schwandorf gegen die Errichtung der Wiederaufarbeitungsanlage Wackersdorf und war Kassier im Vorstand der BI. Ihm wurde dabei bewusst, „wie viel Macht und Geld und wie wenig Skrupel die Atomindustrie und Ihre Helfershelfer haben und einsetzen.“
Nowak organisierte die sonntäglichen Andachten am Franziskus-Marterl und wurde scherzhaft zum „Generalvikar der Marterlgemeinde“ ernannt. Er ist überzeugt: „Widerstand braucht einen Ort, wo man sich trifft“ und er organisiert bis heute die Marterlandachten. Nowak war auch am „Kreuzweg für das Leben“ beteiligt, bei dem die Wackersdorfer zu Fuß ein Holzkreuz nach Gorleben trugen.
Mit seinem Mitstreiter, dem ehemaligen Schwandorfer Landrat Hans Schuierer, besucht er Schulen und Veranstaltungen. Wolfgang Nowak wird heute als „lebendes Gedächtnis des WAA-Widerstands“ bezeichnet. Er führte das Archiv der Schwandorfer Bürgerinitiative, das inzwischen an das Staatsarchiv Amberg übergeben wurde. Nowak ist heute noch ein Ansprechpartner für Autoren und Filmemacher, u. a. bekamen die Macher des Wackersdorf-Films den genauen Plan für den abgerissenen Holzturm von ihm und bauten ihn eins zu eins nach. "Alle, die etwas über die WAA machen wollen, kommen zu mir" behauptet er stolz.
Nowak ist Kassier im Landschaftspflegeverband des Landkreises Schwandorf und beim Kreisverband des Landesbundes für Vogelschutz und in der Vorstandschaft der Katholischen Arbeitnehmer-Bewegung. Er engagierte sich ab 2015 in der Hilfe für Geflüchtete in Schwandorf und führt seit vielen Jahren den Eine-Welt-Laden der Pfarrei Fronberg (Schwandorf). Durch sein Engagement erhielt die Stadt Schwandorf die Anerkennung als Fair-Trade-Stadt.

## Filme und Dokumentationen
- An Action: Kurzfilm der Videokünstlerin Annie Albagli mit Wolfgang Nowak in der Hauptrolle (Deutschland/USA 2019, deutsch und englisch mit Untertiteln, 30 Min); Das Sachvideo „An Action“ folgt dem Widerstandskämpfer Wolfgang Nowak, der Orte in und um Wackersdorf besucht, die in den 1980er Jahren eine zentrale Rolle im Kampf seiner Gemeinde gegen die nukleare Wiederaufbereitungsanlage WAA spielten.[15] Wolfgang Nowak ist im Film der "Erklärer" und wechselt von seinem Schulenglisch ins Deutsche und umgekehrt.[16] Archivmaterial und aktuelles Filmmaterial werden miteinander verwoben, um die innovativen Widerstandstaktiken der Bürgerinitiative darzustellen.[17] An Action feierte im November 2019 beim Bayerischen Dokumentarfilmfestival ZWICKL Premiere.[18]

- Am Franziskus-Marterl – Interview mit Wolfgang Nowak[19]

- Franziskusmarterl digital u. a. mit Wolfgang Nowak und Hans Schuierer, Oberpfalz TV 2024, 12 Min[20]

- Führung über das ehemalige WAA-Gelände mit Wolfgang Nowak, Oberpfalz TV 2022, 5 Min[21]

- Irmgard und die Widerstandssocken, Dokumentation der Reihe Lebenslinien des BR Fernsehens 2018 mit Wolfgang Nowak[22]

- Kampf gegen die WAA Wackersdorf 1987 mit Wolfgang Nowak, BR24 2017, 2 Min[23]

- Zur Erinnerung an Proteste gegen WAA an der Realschule Vohenstrauß mit Wolfgang Nowak, Oberpfalz TV 2018, 3 Min[24]

- Filmgespräch zu "Wackersdorf" mit Wolfgang Nowak, Oberpfalz TV 2018, 6 Min[25]

- Atomstreit in Wackersdorf – Die Geschichte einer Eskalation, mit Wolfgang Nowak, ARD/BR, 45 Min[26]

## Auszeichnungen
- Verdienstmedaille des Landkreises Schwandorf 2016[27]

- Auszeichnung für ehrenamtlichen Einsatz für ältere Generation vom Landkreises Schwandorf 2016[28]

## Veröffentlichungen
- mit Uli Otto, Gerlinde Reimann: Die Träger des Widerstands, ihre Strategien, Aktivitäten und Widerstandsformen[29]